# Володимирівка (Миколаївський район)
Володи́мирівка — село в Україні, у Чорноморській сільській громаді Миколаївського району Миколаївської області. Населення становить 181 особу. Колишній орган місцевого самоврядування — Кам'янська сільська рада.

## Історія
Станом на 1886 у селі Анчекрак-Іллінської волості Одеського повіту Херсонської губернії, мешкало 403 особи, налічувалось 85 дворових господарств, існували 2 лавки.

## Населення
Згідно з переписом УРСР 1989 року чисельність наявного населення села становила 147 осіб, з яких 68 чоловіків та 79 жінок.
За переписом населення України 2001 року в селі мешкала 181 особа.

### Мова
Розподіл населення за рідною мовою за даними перепису 2001 року:
| Мова       | Відсоток |
| ---------- | -------- |
| українська | 82,32 %  |
| російська  | 9,39 %   |
| молдовська | 8,29 %   |